# Juan Jose Etxabe Orobengoa
Juan Jose Etxabe Orobengoa, conegut pel nom de guerra «Haundixe», (Arrasate, 11 de novembre de 1937 - Urruña, 11 de juliol de 1996) va ser un activista polític basc, militant del grup armat Euskadi Ta Askatasuna (ETA) durant el tardofranquisme.

## Trajectòria
L'any 1960 es va convertir en un dels primers presos d'ETA després de ser detingut per la Guàrdia Civil espanyola en el moment de fer unes pintades amb la inscripció «Gora ETA» ("Visca ETA") a les parets d'uns barracons de la policia. Un cop alliberat, el 20 d'agost de 1962 va ser arrestat de nou després de l'explosió d'una bomba a prop del palau d'Aiete, indret de residència de Francisco Franco. Alliberat de nou, l'any 1963 es va exiliar al País Basc del Nord i, el 29 d'octubre de 1965, la policia va detenir el seu germà Gregorio i el va amenaçar d'executar-lo de nit si no revelava on s'amagava el seu germà Juan Jose. El setembre de 1967, quan treballava en una empresa de mudances a Baiona, les autoritats franceses el van expulsar de dotze departaments de l'estat. Poc després, com a recció a l'assassinat del cap de la Brigada Político-Social de Guipúscoa Melitón Manzanas, succeït a Irun el 2 d'agost de 1968, es va detenir a gairebé tota la seva família: el seu pare i els seus quatre germans.
L'1 de setembre de 1969 va iniciar una vaga de fam per protestar contra les autoritats franceses després que fos ingressat a presó de forma preventiva. Hospitalitzat a Lo Mont i jutjat a Dacs el 19 de setembre d'aquell any, va poder abandonar el centre de detenció preventiva però, immediatament va ser enviat a la força a Port-sur-Saône, passant per París i després Vesoul, amb l'objectiu que hi comencés una nova vida amb una nova feina. Persistent en les seves pretensions, es va desplaçar de nou al País Basc del Nord i el febrer de 1970 va ser detingut a les Landes un cop més, on va dur a terme una nova vaga de fam a la presó de Dacs. Alliberat i arrestat novament, el tribunal de Baiona el va condemnar el 16 de març de 1970 a tres mesos de presó i va tornar a iniciar una vaga de fam. En aquella ocasió, s'hi van sumar en dejú deu refugiats polítics i onze activistes dels partits Enbata i Partit Socialista Unificat francès davant de l'Ajuntament de Baiona fins que el batlle del municipi, Henri Grenet, els va fer expulsar. Després de moltes trifulgues, com ara l'expulsió de la catedral i l'hospitalització, finalment va aconseguir el dret a residència al País Basc del Nord.
Mentre aquell any 1970 es va consumar la divisió d'ETA amb la sortida dels trotskistes de la 6a Assemblea (ETA VI), Etxabe es va mantenir fidel a ETA V amb un nucli de militants molt reduït. Tot i així, el desembre va ordenar i participar del segrest del cònsol honorari alemany Eugen Beihl durant el procés de Burgos. Aquell 1970 (o a la segona meitat de 1971) Eustakio Mendizabal Benito (Txikia), que moriria el 1973, el va substituir com a cap militar de l'organització després de l'escissió i el juny de l'any següent va decidir abandonar la militància a ETA. Una de les accions més sonades que se li atribueix com a integrant d'ETA és la destrucció, juntament amb Juan Manuel Ozaeta «Gautxo» i per partida doble, de la làpida als «caiguts per Déu i per Espanya» de la parròquia d'Arrasate, inaugurada el 25 de juny de 1939, en la qual hi figurava el nom de 25 requetès i 23 soldats franquistes. La placa va ser destruïda a cops de martell, per primera vegada a dos quarts de set del matí del 6 de març de 1967, i en una segona ocasió a les set del matí del 9 d'abril del mateix any.
El 2 de juliol de 1978, a dos quarts de dotze de la nit, es dirigia, juntament amb la seva esposa Agurtzane Arregi, a buscar el cotxe després de sortir d'un dels restaurants de la família a Donibane Lohizune quan un vehicle va aparèixer i els va metrallar. Aguirre va morir a l'instant deixant tres fills orfes i Etxabe va resultar greument ferit després de rebre 11 trets de bala. Tot i salvar la vida, va acabar infectat d'hepatitis C després de sotmetre's a nombroses transfusions de sang. L'endemà, l'organització ultradretana Triple A va reivindicar l'atemptat «en represàlia pels últims esdeveniments a Euskadi» amb una trucada telefònica a la delegació de Pamplona del diari Egin. Els negocis i familiars d'Etxabe ja havien patit abans nombrosos atemptats, com per exemple l'assassinat del seu germà Iñaki Etxabe tres anys abans. Aquest va ser el 30è atac contra refugiats bascos comès en territori francès des de l'abril de 1975.
Va morir l'11 de juliol de 1996 al seu domicili d'Urruña, localitat del Lapurdi, després de patir un infart de miocardi. L'endemà, el partit polític Herri Batasuna va convocar un homenatge honorífic a la seva localitat natal en el qual va expressar en un comunicat que «Etxabe simbolitza el profund drama que ha viscut i viu el nostre poble». La seva darrera aparició pública va ser pocs dies abans, el 29 de juny, en una manifestació convocada per Elkarri a Bilbao per a demanar «un procés de pau just al País Basc».